# 黄潤鎬
黄 潤鎬（ファン・ユノ、朝鮮語: 황윤호/黃潤鎬、1913年または1914年8月16日 - 1977年1月7日）は、大韓民国の政治家。制憲国会議員。

## 経歴
日本統治時代の慶尚南道晋陽郡（現・大韓民国慶尚南道晋州市）出身。晋州中学校を経て晋州高等普通学校中退。その後は晋州郡農業会で書記として勤務し、同郡井村面の面長、山清郡保健厚生課長などを務めた。1948年の初代総選挙では晋陽郡選挙区から出馬し当選したが、南労党との関係が疑われる国会フラクション事件で被告人となった。
朝鮮戦争の際に北朝鮮側が設立した機構であるソウル土地調査特別委員会K分科委員長を務め、後は北朝鮮で在北平和統一促進協議会常務委員を務めた。1977年に64歳で死去、墓所は平壌龍城区域の在北人士の墓にある。
祖国統一賞受賞者。